# Parkmonument van de Bulgaarse-Sovjet-Vriendschap
Het Bulgaarse-Sovjet Vriendschapspark-Monument is het grootste monument in de oblast Varna. Door zijn grootte was de bouw een hele uitdaging.
Het is gelegen op Toerna heuvel in het noordoostelijke deel van de stad, op 95 meter boven het zeeniveau. Op de plaats van het monument bevonden zich vroeger wijngaarden en tot 1944 een begraafplaats van de verzetsbeweging. De botten van deze erebegraafplaats werden op 7 september 1958 verplaatst naar het nieuwe "Pantheon" in Varna. Het idee om het monument te bouwen dateert van 8 mei 1958, maar het project mislukte. In de herfst van 1973 werd een nieuwe wedstrijd gehouden, waarbij het project van de in Varna gevestigde beeldhouwers Evgeni Baramov, Aljosja Kafedzjijski en Kamen Goranov, werden goedgekeurd. Op 4 november 1974 werd de eerste steen gelegd. In de daaropvolgende zeven maanden boden ruim 27.000 mensen zich vrijwillig aan om de bouw ervan te verwezenlijken.

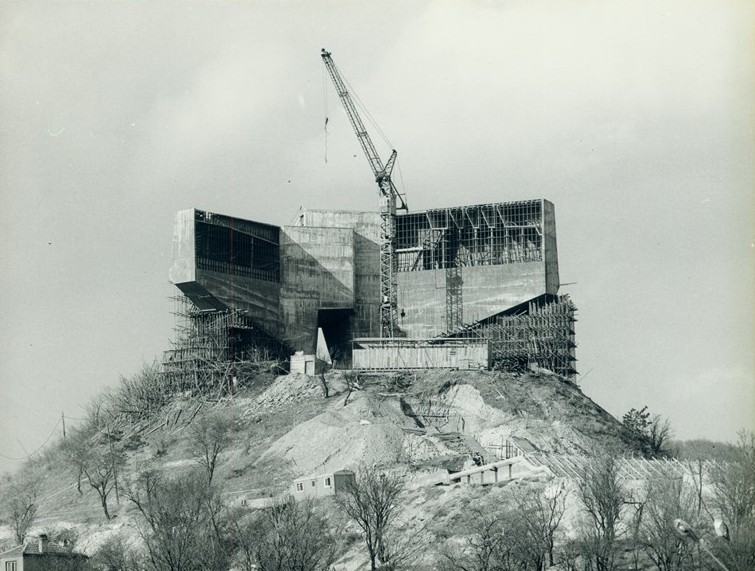
Foto van de bouw van het monumentenpark van de Bulgaarse-Sovjet-vriendschap.

Het monument is 23 meter hoog en 48 meter breed, daaronder bevinden zich een schuilkelder en meerdere kamers. Voor de constructie werd 10.000 ton beton gestort. De oppervlakte van het park is 400 vierkante meter en er is een mozaïek van grind aangelegd. In het midden van de boog werd een gebarsten bronzen kubus geplaatst waaruit een eeuwige vlam brandde. Om het vuur brandend te houden waren er vier flessen gas per dag nodig. In de coulissen werden feestzalen gemaakt. Op het monument staan zeven figuren van 11,5 meter hoog. Er werden meer dan 11.000 struiken en meer dan 10.000 bomen op de heuvel geplant, en een speciaal irrigatiesysteem aangelegd. Een trap met 302 treden, genaamd de "Trap der Overwinnaars", leidt naar het monument. Toen de trap voltooid was, plantte men twee zilversparren, die de vriendschap tussen beide landen symboliseerden. Het monumentenpark van de Bulgaarse-Sovjet-vriendschap werd op 13 november 1978 officieel geopend. Het monument heeft tot 1989 als dusdanig gefunctioneerd, waarna het langzaam verviel en uiteindelijk de ingang ervan werd dichtgemetseld.